# Stephan Schulzer von Müggenburg

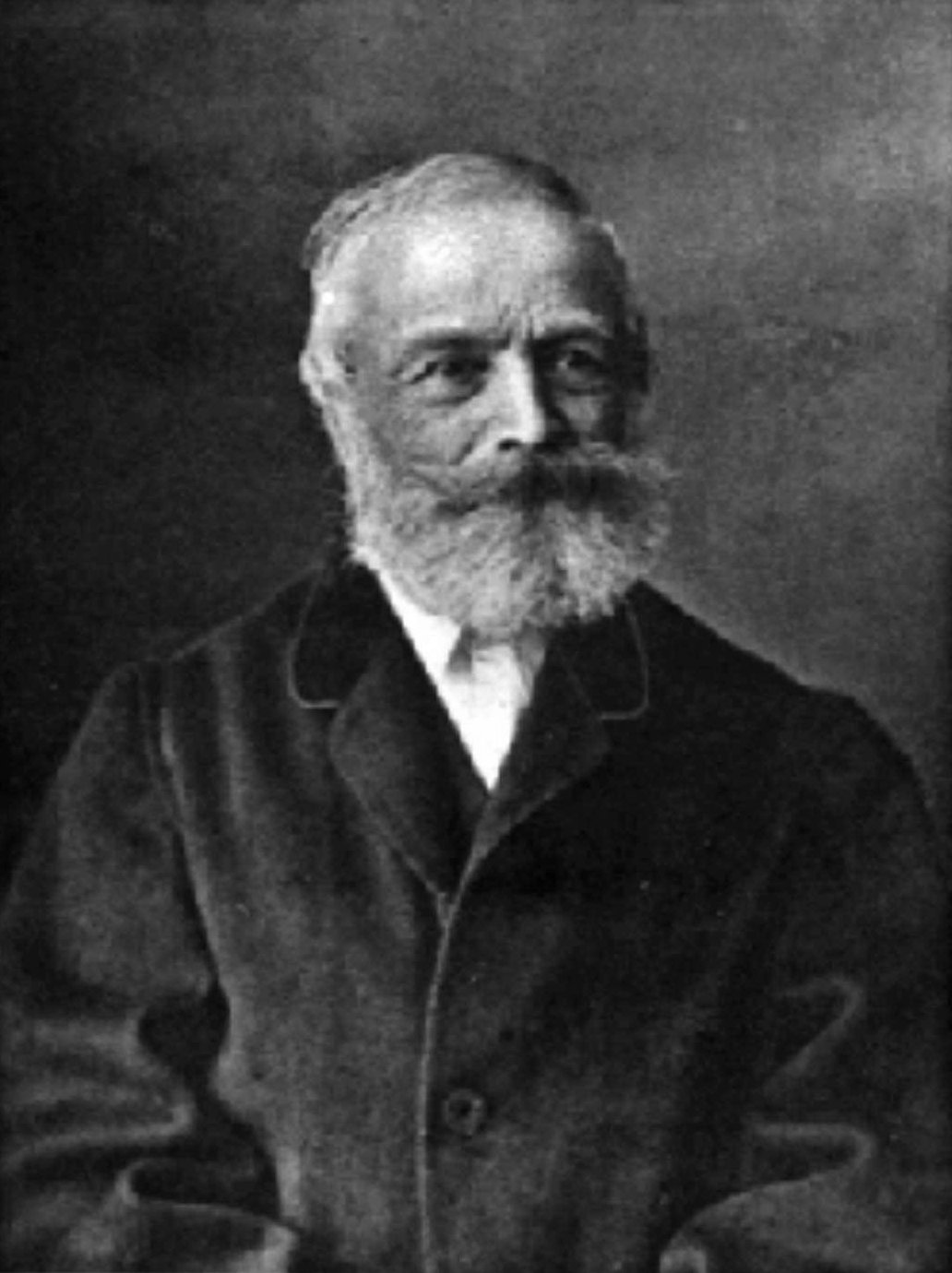
Stephan Schulzer von Müggenburg (1880)

Stephan (Joseph) Schulzer von Müggenburg, auch Stefan, Stjepan oder István, sowie Mu(e)ggenburg, Müggenburgi, Müggenburški oder Šulcer-Migenburg, (* 1802 in Viduševac bei Glina, Kroatien; † 1892 Vinkovci in Kroatien) war ein deutschstämmiger, kroatischer, k. k und k. u. k österreichischer Armeeoffizier und Mykologe. Sein offizielles botanisches Autorenkürzel lautet „Schulzer“.
Schulzer kam aus einer Offiziersfamilie und schlug früh eine militärische Karriere ein und besuchte die k. k. Kadettenanstalt in Olmütz. Er stieg 1839 bis zum Hauptmann auf, musste aber 1841 vorzeitig in den Ruhestand gehen, da er sich bei Löscharbeiten bei einem Brand verletzte und gelähmt war. Es gelang ihm, sich durch Wasserkuren zu heilen, was die österreichische Armee zum Anlass nahm, ihn nach 1848 zu reaktivieren und ihm die Leitung von Militärschulen zu übertragen, zuletzt in Kamenitz (Militärobererziehungshaus). 1858 ging er erneut in den Ruhestand.
Mit Mykologie befasste er sich seit Anfang der 1830er Jahre. Er war Spezialist für Pilze aus Ungarn, Siebenbürgen, der Slowakei und Slowenien und veröffentlichte darüber. Er verfasste auch eine Übersicht über die Pilze Ungarns und Slawoniens mit rund 1800 Arten und von ihm selbst erstellten farbigen Abbildungen. Diese Abhandlung wurde 1869 von der Ungarischen Akademie der Wissenschaften erworben und dem Mykologen Karl Kalchbrenner zur Überarbeitung gegeben, der sie um Pilze der Karpaten ergänzte und teilweise herausgab.
Er war in Kontakt mit bedeutenden europäischen Mykologen (wie Lucien Quélet und den kroatischen Wissenschaftlern Spiridion Brusina und Ljudevit Farkas Vukotinovic). Von ihm stammen eine Reihe von Erstbeschreibungen von Pilzen und einige Pilze sind ihm zu Ehren benannt.

## Schriften
- Systematische Aufzählung der Schwämme Ungarns, Slavoniens und des Banates, welche diese Länder mit anderen gemein haben., Verhandlungen k.k. Zoolog.-Botan. Ges. Wien, 7, 1857.
- mit Ágost Kanitz und József Armin Knapp: Die bisher bekannten Pflanzen Slavoniens, Verhandlungen k.k. Zoolog.-Botan. Ges. Wien, 16, 1866.
- Mykologische Beiträge. K.K. Zoologisch-botanische Gesellschaft, Wien 1870.
- Mykologische Beobachtungen aus Nord-Ungarn im Herbste 1869. K.K. Zoologisch-botanische Gesellschaft, Wien 1870.
- mit Kalchbrenner: Icones selectae Hymenomycetum Hungariae, 4 Teile, 1873 bis 1877